# Katrin Scholz
Katrin Scholz (* 13. März 1969 in Kleinmachnow) ist eine deutsche Violinistin.

## Leben
Katrin Scholz besuchte die Spezialschule für Musik Berlin. Nach dem Schulabschluss studierte sie an der Hochschule für Musik „Hanns Eisler“ Berlin bei Werner Scholz und am Konservatorium Bern bei Igor Ozim.
Katrin Scholz war Solistin beim Berliner Sinfonie-Orchester, bei der Dresdner Philharmonie, beim MDR-Radio-Sinfonieorchester Leipzig, der Deutschen Radio-Philharmonie Saarbrücken, beim Rundfunk-Sinfonieorchester Berlin, beim New Japan Philharmonic und beim Yomiuri-Nippon-Sinfonieorchester. Sie arbeitete dabei mit den Dirigenten Gerd Albrecht, Vladimir Fedosseyev, Gabriel Feltz, Vladimir Jurowski, Alexander Lazarew, Hannu Lintu, Miguel Gómez-Martínez, Ryosuke Numajiri, Eiji Ōue, Michael Sanderling, Peter Schreier und Ulf Schirmer zusammen.
Seit 1995 gibt sie auch Konzerte in Doppelfunktion als Leiterin und Solistin des Kammerorchester Berlin in europäischen Ländern sowie in Japan, den USA, Brasilien, Argentinien, Chile, Ecuador, Peru und Kolumbien.
Im Oktober 1998, im Alter von 29 Jahren, wurde Katrin Scholz als Professorin an die Hochschule für Künste Bremen berufen.

## Auszeichnungen
- 1. Preis Internationaler Musikwettbewerb Japan 1989
- 1. Preis Internationaler Violinwettbewerb Köln 1991

## Aufnahmen
- 1995 | Show Pieces (Sarasate, Saint-Saens, Chausson), JVC Victor Entertainment
- 1995 | Brahms: Sonaten 1-3 (Gerald Fauth, Klavier), JVC Victor Entertainment
- 1998 | Mozart: Violinkonzerte 1-5, 2 Rondi + Adagio, (Kammerorchester Berlin), Berlin Classics / JVC
- 1999 | Franck/Respighi: Sonaten (Gerald Fauth, Klavier), JVC/WDR
- 1999 | Spanish Dance (Sarasate, de Falla, Granados, Schtschedrin), Gerald Fauth, Klavier, Berlin Classics
- 2000 | Saint-Saëns, Martinů: Violinkonzerte Nr. 3+2 (Hamburger Symphoniker, Sebastian Lang-Lessing), Berlin Classics
- 2003 | Haydn: alle Violinkonzerte (Kammerorchester Berlin), Berlin Classics
- 2004 | Haydn: Doppelkonzert Violine/Cembalo, Abschiedssinfonie, Mozart: Divertimento D, Nachtmusik (Kammerorchester Berlin) Berlin Classics
- 2005 | Beethoven/Bruch: Violinkonzerte (Kammerorchester Berlin, Michael Sanderling), Berlin Classics
- 2007 | Brahms/Sibelius: Violinkonzerte (Rundfunk-Sinfonieorchester Berlin, Kammerorchester Berlin, Michael Sanderling), Berlin Classis / JVC
- 2008 | Bach: Brandenburgische Konzerte 2-5 (Kammerorchester Berlin), JVC / Victor Entertainment